# Journey to the Center of the Mind (песня)
«Journey to the Center of the Mind» — песня группы The Amboy Dukes 1968 года. Достигла 16 места в  Billboard в том же 68 году и 19 места в Канаде.

## Оригинальная запись
«Journey to the Center of the Mind» выдержана в жанрах психоделический рок, гаражный рок, хард-рок и эйсид-рок. Текст к песне был сочинён вторым гитаристом 
The Dukes Стивом Фармером, а мелодия Тедом Ньюджентом. Песня была записана с более высоким бюджетом, нежели чем прошлые записи коллектива. Во время записи песни было много напряжённости между участниками группы, и некоторые из них ушли после выхода альбома. Выпущенный летом 1968 года сингл помог определить психоделическую эру, достигнув 16 места в Billboard charts.

## Прочие кавер-версии
Песня была перепета такими группами как, Slade (ещё под названием «Ambrose Slade») на альбоме 1969 года Beginnings, The Ramones на альбоме 1994 года Acid Eaters и Sun City Girls на альбоме 2001 года Libyan Dream.
Также она была включена во влиятельный сборник Nuggets: Original Artyfacts from the First Psychedelic Era, 1965–1968 на CD-переиздании 1998 года в качестве бонус-трека.
В 2007 году Ньюджент сделал новую версию песни для своего альбома Love Grenade.
Обычно считается, что текст песни отсылает к употреблению наркотиков.